# Microphis fluviatilis
Microphis fluviatilis är en fiskart som först beskrevs av Peters 1852.  Microphis fluviatilis ingår i släktet Microphis och familjen kantnålsfiskar. Inga underarter finns listade i Catalogue of Life.